# Togoland
Togoland je bio njemački protektorat u zapadnoj Africi od 1884. do 1914. godine. Ovaj protektorat je osnovan tijekom „utrke za Afriku”, kad je posebni izaslanik premijera Otta von Bismarcka, njemački istraživač i imperijalist Gustav Nachtigal, stigao u Togoville. Dana 5. srpnja 1884. potpisan je sporazum s lokalnim poglavicom Mlapom III. kojim Njemačko Carstvo ovo usko područje uz Beninski zaljev stavlja pod protektorat.
Postupno je Njemačka proširila svoje područje upravljanja na unutrašnjost zemlje. Područje su unaprijedili boljim uzgojem glavnih izvoznih dobara (kakao, kava i pamuk) te razvojem infrastrukture. Time je postalo jedina samoodrživa njemačka kolonija.
Njemačka uprava trajala je do izbijanja Prvoga svjetskog rata. Francuske i britanske snage pozvale su njemačke trupe na predaju 6. kolovoza 1914. nakon što su okupirale Lomé i počele napredovati prema radijskoj postaji blizu Kamine. Kolonija se predala 26. kolovoza nakon što su njemačke snage same uništile postaju.
Togoland je podijeljen na francuske i britanske upravne zone 27. prosinca 1916.. Nakon rata Liga naroda iz administrativnih je razloga podijelila ovaj teritorij na Francuski Togoland i Britanski Togoland. Tijekom vremena francuski dio Togolanda postao je današnjom državom Togo, dok je britanski dio postao dio današnje Gane.

## Vanjske poveznice
- Togo - deutsche Kolonien  Arhivirana inačica izvorne stranice od 23. ožujka 2013. (Wayback Machine)
- Auf den Spuren der deutschen Schutzgebiete - Togo  Arhivirana inačica izvorne stranice od 18. veljače 2013. (Wayback Machine)
- Die deutsche Kolonie Togo bei Lemo  Arhivirana inačica izvorne stranice od 10. studenoga 2007. (Wayback Machine)